# Rockinghamia
Rockinghamia é um género botânico pertencente à família Euphorbiaceae.

## Espécies
- Rockinghamia angustifolia
- Rockinghamia brevipes

## Nome e referências
Rockinghamia Airy Shaw